# Hechtia gayorum
Hechtia gayorum är en gräsväxtart som beskrevs av Lee Wayne Lenz. Hechtia gayorum ingår i släktet Hechtia och familjen Bromeliaceae. Inga underarter finns listade i Catalogue of Life.